# Andrzej Felchner
Andrzej Piotr Felchner (ur. 25 lutego 1947 w Sieradzu) – polski historyk, profesor nauk humanistycznych, profesor zwyczajny Uniwersytetu Jana Kochanowskiego w Kielcach.

## Życiorys
W 1969 ukończył studia na Uniwersytecie Łódzkim. Doktoryzował się w 1976 na uczelni macierzystej. Stopień naukowy doktora habilitowanego uzyskał w 1991 na UŁ w oparciu o pracę pt. Służba zdrowia Wojska Polskiego (od jesieni 1918 r. do mobilizacji w 1939 r.). Tytuł naukowy profesora nauk humanistycznych otrzymał 23 lipca 2008.
W latach 1969–1972 współorganizował Muzeum Polskiej Wojskowej Służby Zdrowia, uczestnicząc m.in. w opracowaniu scenariusza stałej ekspozycji. Był pracownikiem Wojskowej Akademii Medycznej im. gen. dyw. Bolesława Szareckiego, na której w latach 1992–1997 kierował Katedrą Nauk Humanistycznych (Wydział Lekarski). Podjął również pracę w filii w Piotrkowie Trybunalskim Uniwersytetu Jana Kochanowskiego w Kielcach (początkowo wydziale zamiejscowym Wyższej Szkoły Pedagogicznej w Kielcach), na którym w 2009 objął stanowisko profesora zwyczajnego. Na uczelni tej był prodziekanem Wydziału Filologiczno-Historycznego (2004–2006) i Wydziału Nauk Społecznych (2008–2009). Wybrany na dziekana Wydziału Nauk Społecznych UJK w kadencjach 2012–2016 i 2016–2020. W latach 1997–2002 był ponadto dyrektorem Instytutu Historii w piotrkowskiej filii.
Specjalizuje się w historii oświaty i nauki, historii medycyny, historii regionalnej i historii wojskowości w XX w. Został członkiem Łódzkiego Towarzystwa Naukowego oraz Polskiego Towarzystwa Historii Medycyny i Farmacji (w latach 1979–1982 i 2007–2010 był jego sekretarzem generalnym). Należał do Polsko-Niemieckiego Towarzystwa Historii Medycyny.
W 2005, za wybitne zasługi w pracy naukowej, dydaktycznej i organizacyjnej, został odznaczony Krzyżem Kawalerskim Orderu Odrodzenia Polski.

## Wybrane publikacje
- Stronnictwo Demokratyczne w województwie łódzkim w latach 1937–1975, Warszawa 1981 (współautor).
- Antoni Stanisław Więckowski – życie i działalność, Warszawa 1989 (współautor).
- Służba zdrowia Wojska Polskiego. Od jesieni 1918 r. do mobilizacji w 1939 r., Łódź 1990.
- Z dziejów Szpitala Wojskowego w Poznaniu, Poznań 1995 (współautor).
- Starostwo Powiatowe w Piotrkowie Trybunalskim (1945–1950) w świetle dokumentów własnego zespołu akt, Piotrków Trybunalski 2004.